# ブカレスト条約 (1913年)
ブカレスト条約 (ブカレストじょうやく、ルーマニア語: Tratatul de la București; セルビア語: Bukureštanski mir/ Букурештански мир; ブルガリア語: Договорът от Букурещ; ギリシア語: Συνθήκη του Βουκουρεστίου) は、1913年8月10日、ブルガリア、ルーマニア、セルビア、モンテネグロ、ギリシャの間で締結された条約である。第二次バルカン戦争の講和条約であり、先の第一次バルカン戦争後に結ばれたロンドン条約を改正する内容となっている。そのおよそ1ヶ月後、ブルガリアはオスマン帝国とも別の条約（コンスタンティノープル条約）を結び、エノス＝ミディア線の西側の領域を再び明け渡した。

## 経緯

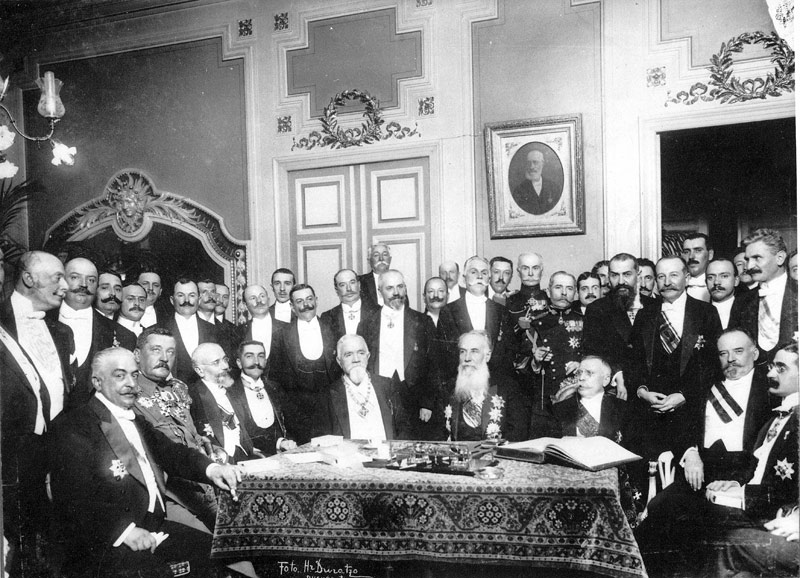
講和会議の代表団

ブルガリアは、第一次バルカン戦争で獲得した領土、特にギリシャとセルビアがマケドニアを獲得したことに不満を持っており、1913年6月に旧同盟国に対しての攻撃を開始した。しかし、ブルガリアは劣勢となり、反対にギリシャ、セルビアの両軍がブルガリア領内に進軍した。同時に、オスマン帝国は東トラキアに進軍し、アドリアノープルを奪還。また、ルーマニアは、この機を利用し、北側からブルガリアに侵攻して、ほとんど抵抗を受けないまま首都ソフィア近郊まで進出した。戦力に大差のある敵国の連合に囲まれ、孤立したブルガリアは、停戦に合意し、ルーマニアの首都ブカレストで行われた和平交渉に参加せざるを得ない状況であった。
論争の的となった国境線の是正など重要な取り決めや譲歩が会議で話し合われ、それぞれ別個の議定書に規定された後、各国の代表団によって正式に批准された。第二次バルカン戦争に参戦していたオスマン帝国は、この条約には参加せず、代わりにブルガリア、ギリシャとの二国間条約となるコンスタンティノープル条約、アテネ条約をそれぞれ締結している。

## 領土の獲得

### セルビア
セルビアの東側の国境線は、もともとの境界線であったパタリカ山の山頂から、ブルガリアにとどまった上流部のストルミツァの谷を除いて、ヴァルダル川とストルマ川の間の分水界に沿って引かれ、その領土はギリシャとブルガリアの国境まで拡大した。獲得した領土には、オフリド、モナスティル、コソボ、シュティプ、コチャニなどヴァルダル・マケドニアの中部と、ノヴィ・パザルのサンジャク（オスマンの行政区）の東半分が含まれる。現在、ノヴィ・パザルはセルビア領、オフリド、シュティプ、コチャニ、ビトラは北マケドニア領、コソボは係争地域である。条約により、セルビアは国土を48,300k㎡から87,780k㎡に増やし、人口も150万人増加した。

### ギリシャ
ギリシャとブルガリアの国境線は、ベラシツァ山頂とメスタ川（ネストス川）河口のエーゲ海の二点間に引かれた。ギリシャの獲得した領土は、ブルガリアが断固として譲歩しない姿勢を見せていた重要な地域であったが、ロシア帝国とオーストリア＝ハンガリー帝国の作成した文書の指示に従い、ギリシャ領となった。ギリシャの面積は64,790k㎡から108,610k㎡に増え、人口も2,660,000人から4,363,000人になった。
ギリシャは、イピロスやテッサロニキのあるマケドニアの大部分を獲得した。ギリシャとブルガリアの国境は、カヴァラよりもさらに東側に移動し、ブルガリアの領有するエーゲ海岸は、海港デデアーチ（現在のアレクサンドルーポリ）周辺の110kmのみとわずかに絞られた。また、クレタ島も12月14日に正式にギリシャ領となったほか、フロリナも領内となった。

### ブルガリア

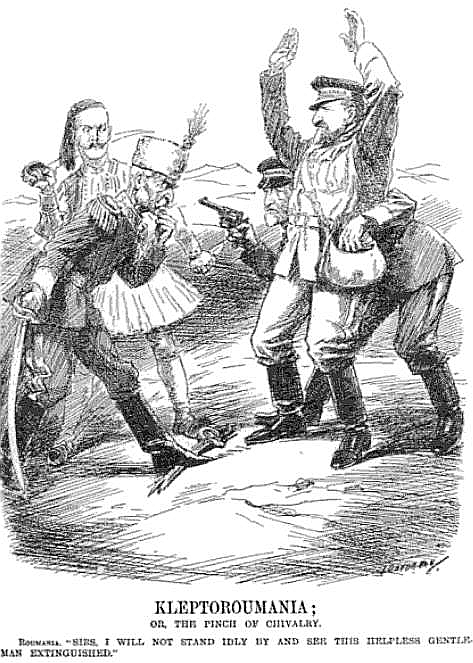
『パンチ』誌の描いた条約の風刺画。ルーマニアのカロル1世がセルビアのペータル1世とギリシャのコンスタンティノス1世に銃を突きつけ、ブルガリアのフェルディナントからは南ドブロジャを強奪している

ブルガリアが第一次バルカン戦争で獲得した領土は大幅に縮小したが、完全になくなったわけではなかった。マケドニアの一部、ストルミツァや西トラキアを有する地域がピリン・マケドニアとしてブルガリアに割り当てられ、110kmにわたるエーゲ海岸もブルガリア領となった。増加した面積は約25,030k㎡、人口は129,490人である。
また、ブルガリアは既に建設していた要塞をすべて解体し、ルセとシュメンの二都市間、バルチクから半径20km以内には要塞を建設しないことにも合意した。

### ルーマニア

ブカレスト条約後、ブルガリアからルーマニアに割譲された南ドブロジャ

ブルガリアは、トゥトラカンのすぐ北にあるドナウ川から、黒海の西岸、エクレネ（ブルガリア語でクラネヴォ）まで広がる南ドブロジャをルーマニアに割譲した。この地域の面積はおよそ6,960k㎡、人口は286,000人に及び、シリストラの要塞のほか、ドナウ川に面するトゥトラカン、黒海沿いのバルチクを有する。

### モンテネグロ
ベラネ、イペク（ペヤ）、ジャコヴァなどがモンテネグロ領となった。

## その後
領土の拡大を期待してバルカン戦争に参加したブルガリアは、反対に厳しい条件を受け入れることとなった。最終的に獲得した領土は比較的小さなもので、参戦の目的であった、ブルガリア人人口の多いマケドニアの獲得には失敗した。特にマケドニアのオフリドやビトラは重要な拠点都市であった。また、エーゲ海沿いにはデデアーチ港周辺のわずかな部分しか獲得できず、ブルガリアはバルカン地域の主導権を握るという構想を諦めなければならなかった。
ギリシャは、テッサロニキや、カヴァラの港までのマケドニアの大部分を獲得し、領土の獲得においては成功を収めたが、依然として大きな問題も残っていた。イタリアは、北イピロスをギリシャが領有することに反対したほか、ギリシャ人の住むドデカネス諸島も占領していた。また、ギリシャがオスマン帝国から奪取した北東エーゲは、1914年2月に列強がギリシャの主権を認めるまでその領有が未定の状態となっていた。アナトリアのギリシャ人が迫害されたことにより、ギリシャとオスマンの間の緊張は続いており、1914年夏には海軍が対立する危機が発生し、そのまま第一次世界大戦へと流れ込んだ。戦後もギリシャは、約300万人の住む地域の領有を引き続き主張し続けた。

## ルーマニア勢力の拡大
ルーマニアは第二次バルカン戦争に介入し、その後1913年にブカレスト条約が締結されると、東南ヨーロッパの主導国家としての地位を確立した。ブルガリア王国から南ドブロジャを獲得したほか、同胞とみなすバルカン半島のヴラフ人の問題も提起した。距離が離れていたためヴラフ人の居住地域を併合することはなかったが、南ドブロジャ併合はその補償としての意味合いもあった。バルカン半島における強国となったルーマニアは、近隣諸国が拡大するのにあわせ、自国の領土も拡大する必要に迫られた。条約締結の会議では、ルーマニアは大きな加勢をしたと主張し、ブルガリアが当時孤立していたこともあって、この主張は大きな異議もなく受け入れられた。また、バルカン半島内のヴラフ人の学校や教会を保護し、さらには領内のヴラフ人に関心を持ち、その自治を尊重することを保証する取り決めを、8月4日にブルガリアと、8月5日にギリシャと、8月5日から7日にかけてセルビアとそれぞれ交わした。ブカレスト条約は、これに続く8月10日に締結されている。この条約において特筆すべきは、ヨーロッパの列強の関心が薄かったことである。バルカン諸国は、列強が介入する前に解決しようと交渉を急いだ。しかし、列強は決して関知していなかったわけではなく、ドイツ、オーストリア＝ハンガリー帝国、ロシアでは好ましく受け止められなかった一方、イギリスやフランスはバルカン半島の「時代が到来」したと評価するなど、その反応はわかれた。ヨーロッパ協調を形成していた6大勢力は、バルカン半島での戦争を防ぐことができなかった一方、その結果も無視するわけにはいかず、この地域において大きな力を持たないことが証明された。当初列強がブカレスト条約を改正する案もあったが、これも結局は放棄された。
続く1914年には、ルーマニアが、ルーマニア王妃の甥にあたるヴィルヘルムをアルバニア公国君主へと強引に任命し、大規模な軍隊を派遣して彼の治世を支えた。しかし、1913年のブカレスト条約で確立されたルーマニアの覇権的な地位は長続きせず、1916年10月に終わりを迎えた。ルーマニアは1916年8月27日、連合国として第一次世界大戦に参戦し、トランシルヴァニア侵攻を開始したが、10月16日までにルーマニア軍は撤退を余儀なくされる。さらに1週間後の10月23日には、主要港コンスタンツァが中央同盟国に占領されてしまった。